# The Cost
The Cost waren eine Emocore-Band aus Oakland, Kalifornien / USA, die von 1999 bis 2004 existierte.

## Geschichte
Alle Mitglieder der Band waren schon vor der Gründung der Band enge Freunde, so dass die Band für sie auch immer ein Freundschaftsprojekt war.
Die Band tourte oft ausgiebig an der Westküste sowie auch überall in den USA.
2002 kam mit Chimera das erste und einzige Album der Band beim Label Lookout! Records heraus. Insgesamt veröffentlichte die Band noch eine EP sowie eine Split-EP und war auf einigen Samplern vertreten.
In einem Bericht mit Interview über die Band 2002 wird über das Album gesagt:

“The Cost's new album, Chimera, may just be the next step in the East Bay hardcore evolutionary ladder, proving its spirit is alive and well”

Im Juli 2003 spielte die Band ihr letztes Konzert und löste sich danach auf.

## Stil
Die Band spielt einen teilweise recht chaotischen Emo-Stil. Charakteristisch sind die langsamen, melancholischen Parts in ihren Stücken – die durch kurz auftauchende atmosphärisch wirkenden Gitarrenwände unterstützt werden – sowie schnellere, härtere Ausbrüche mit emotionalen Schreien und geschrienen oder halb-geschriebenen Textteilen. Weiterhin finden sich auch eher sehr schnelle Hardcore-Punk typische Stücke mit emotionalem – teilweise geschrienem – Gesang.
Als Einflüsse werden neben vielen Emo- und Hardcore-Punk-Bands die Post-Hardcore-Legende Fugazi oder die No Wave / Noiserock-Band Sonic Youth genannt.

## Diskografie

### EPs/Splits
- Split mit d.b.s., 7" (1999, Sellout Records)
- El Sueno De La Razon Produce Monstrous (1999, New Disorder Records)

### Alben
- Chimera, CD (2002, Lookout! Records)

### Samplerbeiträge
- A Little Something for Everyone (New Disorder Records, 2000)
- Another Juan Rides the Bus (Stickrod Tapes, 2000)
- New Disorder Soda (New Disorder Records, 2001)
- Lookout! Freakout Episode 3 (Lookout! Records, 2002)